# Борув (гміна)
Гміна Борув (пол. Gmina Borów) — сільська гміна у південно-західній Польщі. Належить до Стшелінського повіту Нижньосілезького воєводства.
Станом на 31 грудня 2011 у гміні проживало 5289 осіб.

## Площа
Згідно з даними за 2007 рік площа гміни становила 98.66 км², у тому числі:
- орні землі: 86.00%
- ліси: 5.00%

Таким чином, площа гміни становить 15.85% площі повіту.

## Населення
Станом на 31 грудня 2011:
| Опис     | Загалом | Загалом | Чоловіки | Чоловіки | Жінки | Жінки |
| -------- | ------- | ------- | -------- | -------- | ----- | ----- |
| одиниця  | осіб    | %       | осіб     | %        | осіб  | %     |
| все      | 5289    | 100     | 2632     | 49.76    | 2657  | 50.24 |
| міське   | 0       | 100     | 0        |          | 0     |       |
| сільське | 5289    | 100     | 2632     | 49.76    | 2657  | 50.24 |

## Сусідні гміни
Гміна Борув межує з такими гмінами: Доманюв, Йорданув-Шльонський, Кобежице, Кондратовіце, Стшелін, Журавіна.